# Ictalurus ochoterenai
Il pesce gatto Chapala (Ictalurus ochoterenai, de Buen, 1946) è un pesce d'acqua dolce appartenente alla famiglia degli Ictaluridi ed all'ordine dei Siluriformi.